# Denny Tamaki

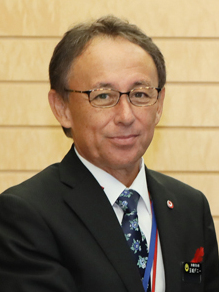
Denny Tamaki (2018)

Denny Tamaki (jap. 玉城 デニー, Tamaki Denī, amtlich: Yasuhiro Tamaki (玉城 康裕, Tamaki Yasuhiro); * 13. Oktober 1959 in Yonashiro (heute: Uruma), Präfektur Okinawa) ist ein japanischer Politiker (parteilos→DPJ→LF→Mirai→Seikatsu→LP→parteilos) und seit 2018 Gouverneur der Präfektur Okinawa in Südjapan. Zuvor war er von 2009 bis zu seiner Gouverneurskandidatur Abgeordneter im Shūgiin, dem Unterhaus des nationalen Parlaments, für den 3. Wahlkreis Okinawa und von 2002 bis 2005 Abgeordneter im Stadtparlament der Stadt Okinawa.

## Leben

### Werdegang
Tamaki wurde am 13. Oktober 1959 als Sohn eines in Okinawa stationierten Soldaten der United States Marine Corps und einer Japanerin in Yonashiro als „Dennis Tamaki“ geboren. Der Name rührt daher, dass seine Eltern zunächst geplant hatten, nach seiner Geburt in die Vereinigten Staaten zu ziehen, wobei der US-amerikanische Vater Okinawa jedoch vorzeitig verließ und seine Mutter entschied, in Japan zu bleiben; seinen Vater lernte er nie kennen. Seine Mutter nannte ihn in der 4. Klasse offiziell in „Yasuhiro Tamaki“ um, wobei er später bevorzugt unter seinem Spitznamen „Denny“ auftrat. Er studierte an der „Fachschule für Sozialwesen der Sophia-Universität“ (上智社会福祉専門学校, Jōchi Shakai Fukushi Senmon Gakkō; eng. Sophia School for Social Welfare) und arbeitete anschließend in verschiedenen Bereichen als Verkäufer, bevor er sich 1989 als DJ und Radiomoderator unabhängig machte und u. a. bei der regionalen Ryūkyū Broadcasting Corporation (琉球放送 Ryūkyū Hōsō) auf okinawaisch moderierte. Vor allem bei älteren Generationen stieß er dabei auf große Beliebtheit.
Im Dezember 2001 wurde ihm von seinem Umfeld vorgeschlagen, bei der bevorstehenden Bürgermeisterwahl der Stadt Okinawa im April 2002 zu kandidieren. Er entschied sich schließlich stattdessen dazu, bei der Wahl zum Stadtparlament von Okinawa im September 2002 als Unabhängiger anzutreten und zog mit den meisten Stimmen unter allen Kandidaten sowie mit dem höchsten Stimmenanteil eines einzelnen Kandidaten bei allen bisherigen Wahlen ins Parlament ein.

### Abgeordneter
Im August 2005 trat er als Stadtparlamentsabgeordneter zurück, um bei der Unterhauswahl 2005 im 3. Wahlkreis Okinawa für die Demokratische Partei (DPJ) zu kandidieren, musste sich jedoch Amtsinhaber Chiken Kakazu von der Liberaldemokratischen Partei sowie der Sozialdemokratin Mitsuko Tōmon geschlagen geben und landete auf dem dritten Platz (Kakazu 48,7 %; Tōmon 30,0 %; Tamaki 24,0 %), wobei auch Tōmon einen Einzug über den Verhältniswahlkreis verfehlte. Erst bei der folgenden Unterhauswahl 2009, die für die DPJ landesweit sehr erfolgreich endete und ihr eine Regierungsmehrheit brachte, gelang es Tamaki, den Wahlkreis zu gewinnen (Tamaki 48,7 %; Kakazu 23,7 %). Im Juni 2012 stimmte er im Unterhaus bei einer Abstimmung über die Verabschiedung eines vom damaligen Premierminister und DPJ-Vorsitzenden Yoshihiko Noda hervorgebrachten Gesetzes zur Verdopplung der Mehrwertsteuer zusammen mit 56 weiteren Regierungspolitikern gegen die Vorlage. Im Wahlkampf 2009 hatte die Demokratische Partei versprochen, die Mehrwertsteuer in der kommenden Legislaturperiode nicht zu erhöhen.
Im Juli 2012 verließ er zusammen mit Ichirō Ozawa und anderen die DPJ und schloss sich Ozawas neuer Partei Kokumin no Seikatsu ga Daiichi (国民の生活が第一, dt. etwa „Das Leben der Bürger [kommt] zuerst“) an. Bei der Unterhauswahl im Dezember 2012 trat er als Kandidat der Nippon Mirai no Tō (日本未来の党, dt. „Zukunftspartei Japans“) von Yukiko Kada an, zu der sich Kokumin no Seikatsu ga Daiichi und andere Parteien einen Monat zuvor zusammengeschlossen hatten, und wurde nach seiner neuen Herausforderin Natsumi Higa (LDP) als Zweitplatzierter im 3. Wahlkreis Okinawa über den Verhältniswahlkreis sehr knapp zum weiten Mal ins Unterhaus gewählt (Higa 43,6 %; Tamaki 36,1 %; Tamaki konnte mit einem Vorsprung von 122 Stimmen gegenüber der Kōmeitō-Kandidatin Aiko Shinpuku (新福愛子, Shinpuku Aiko) den letzten Sitz des Verhältniswahlblocks Kyūshū ergattern). Nach der Spaltung der Nippon Mirai no Tō kurz nach der Wahl schloss er sich der Seikatsu no Tō (生活の党, dt. etwa „Partei des Lebens“) von Yūko Mori an, deren Vorsitz Ozawa im Januar 2013 übernahm und der sie im Oktober 2016 in „Liberale Partei“ umbenannte. Tamaki war im Januar 2015 zum Generalsekretär der Partei ernannt worden. Bei der Unterhauswahl 2014 konnte er als Kandidat der von Okinawas damaligem Gouverneur Takeshi Onaga ausgerufenen „All-Okinawa“-Bewegung bestehend aus Gegnern der US-Stützpunkte auf Okinawa (explizit zusätzlich zur Seikatsu no Tō unterstützt von Kommunistischer Partei, Sozialdemokratischer Partei, Sozialistischer Massenpartei Okinawa, Grüner Partei und ohne Gegenkandidaten der bürgerlichen Opposition) den Wahlkreis gegen Higa gewinnen, wobei letztere über den Verhältniswahlblock einzog (Tamaki 60,0 %; Higa 40,0 %).
Zur Unterhauswahl 2017 trat er als Unabhängiger an (blieb jedoch weiterhin Parteimitglied), da die Liberale Partei entschlossen hatte, keine eigenen Kandidaten aufzustellen und er aus Meinungsverschiedenheiten bezüglich der US-Stützpunkte auf Okinawa im Gegensatz zu anderen Kandidaten auch nicht zur Kibō no Tō wechselte. Er gewann erneut gegen Higa und wurde diesmal als einziger aus seinem Wahlkreis ins Unterhaus gewählt (Tamaki 57,9 %; Higa 40,3 %).

### Gouverneur

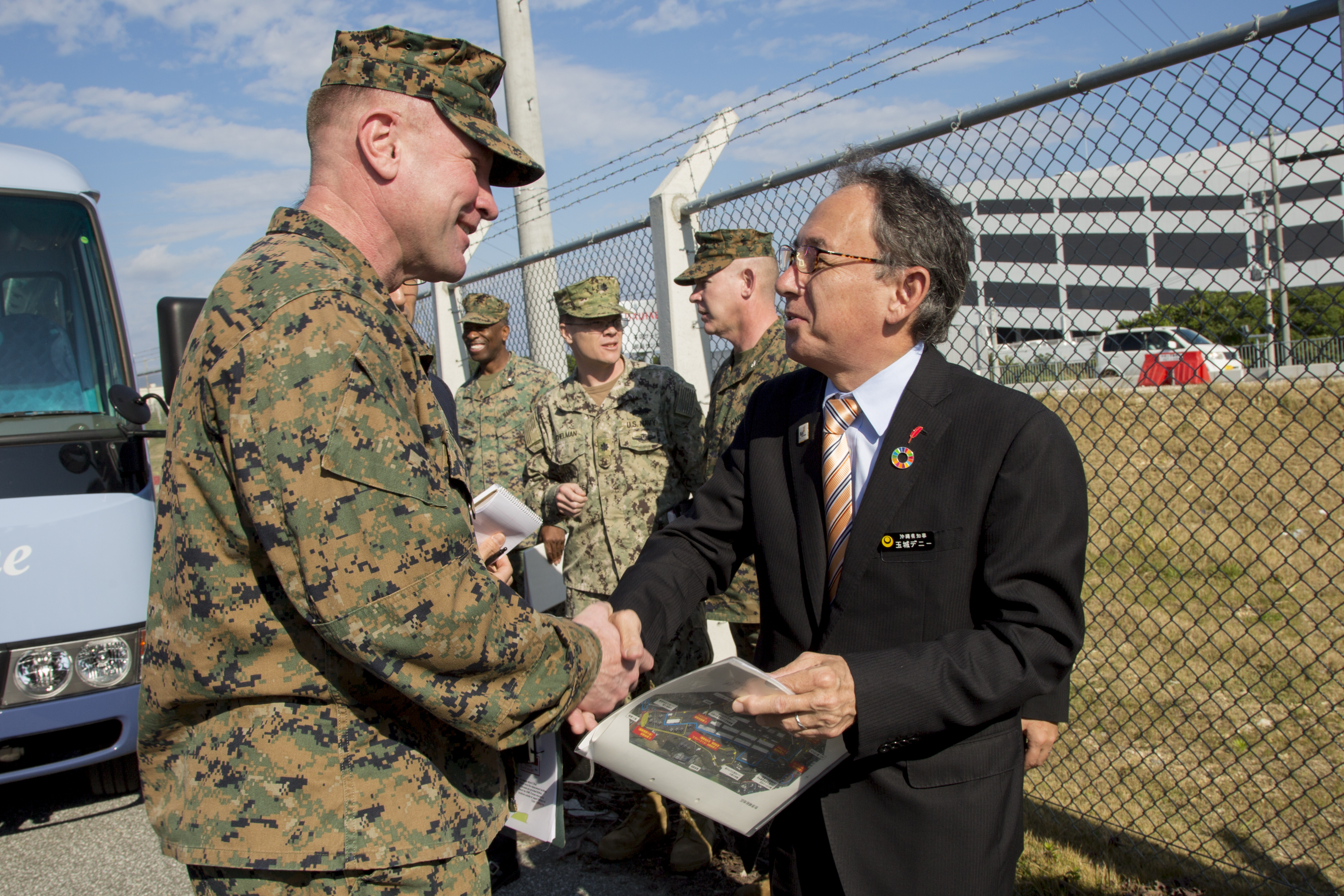
Tamaki (rechts) mit in Okinawa stationierten US-Soldaten (2019)

Am 29. August 2018 kündigte er an, bei der Gouverneurswahl in Okinawa im September 2018 anzutreten. Der am 3. August gestorbene Gouverneur Onaga hatte kurz vor seinem Tod Tamaki sowie den Unternehmer Morimasa Goya (呉屋守将, Goya Morimasa) als Wunschkandidaten für seine Nachfolge genannt. Da Goya eine Kandidatur abgelehnt hatte, erklärte sich Tamaki bereit und trat somit als „All-Okinawa“-Kandidat mit der Unterstützung der meisten Oppositionsparteien gegen den LDP-Kōmeitō-Ishin-Kibō-Kandidaten Atsushi Sakima (佐喜眞淳, Sakima Atsushi) an. Tamaki gewann die Wahl mit 55,1 % der Stimmen (Sakima 43,9 %) und wurde mit den meisten Stimmen (396.632) aller bisherigen Gouverneurswahlen in Japan zu Onagas Nachfolger gewählt. Am 4. Oktober wurde er offiziell zum Gouverneur von Okinawa ernannt. Die Nachwahl im Wahlkreis 3 für Tamakis freigewordenen Sitz im Shūgiin fand erst am 28. April 2019 statt, da ein Urteil des Obersten Gerichtshofes über die Verfassungsmäßigkeit der Wahl 2017 wegen der bemängelten Gleichheit der Wahl noch ausstand. Den Wahlkreis gewann schließlich der „All-Okinawa“-Kandidat Tomohiro Yara, der sich mit 56,5 % gegen die von LDP, Kōmeitō und Nippon Ishin no Kai gestützte ehemalige Oberhausabgeordnete Aiko Shimajiri durchsetzte.
Bei der von Tamaki initiierten Volksbefragung in Okinawa im Februar 2019 sprachen sich 72,15 % der Teilnehmer und 37,65 % aller Stimmberechtigten gegen den Bau eines neuen US-Stützpunktes in Nago aus. Das eindeutige Ergebnis sollte als weitere Legitimationsgrundlage bei den Verhandlungen bezüglich des Baus mit der Zentralregierung dienen, jedoch verblieb Premierminister Shinzō Abe bei der Fortsetzung der Bauarbeiten.
Bei der Gouverneurswahl in Okinawa 2022 wurde Tamaki mit 50,8 % der Stimmen wiedergewählt.